# XDA Developers
XDA Developers (gọi đơn giản là XDA; thường được cách điệu như xda-developers) là một cộng đồng phát triển phần mềm điện thoại hơn 9 triệu thành viên  toàn cầu, bắt đầu từ tháng 1 năm 2003. Nội dung chính chỉ xoay quanh Android, phát triển hệ điều hành và phần mềm cho Android. các thành viên còn nói về một vài hệ điều hành khác và chủ đề phát triển điện thoại.

## Lịch sử
XDA-Developers.com (XDA Developers) được tạo bởi NAH6 Crypto Products BV (Hà Lan). Ngày 10 tháng 1 năm 2010, XDA-Developers được mua bởi JB Online Media, LLC (Mỹ). Cái tên XDA Developers được bắt nguồn từ O2 XDA, được quảng cáo như PDA với tính năng "bổ sung".

## Miêu tả
Mục đích chính của trang web là thảo luận, xử lý sự cố và phát triển cho Android, Windows Phone, WebOS, Ubuntu Touch, Firefox OS và điện thoại Tizen. Trang web còn cung cấp thông tin sử dụng chung về Windows Mobile và Android, nâng cấp ROM, hỗ trợ kỹ thuật, Q&A, và đánh giá ứng dụng của thiết bị và phụ kiện. Tách biệt diễn đàn còn có nhiều sản phẩm sản xuất bởi Sony, HTC, Samsung, LG, Motorola, và một số khác. Diễn đàn còn dành cho tablet và một số thiết bị khác.

## Quyền sở hữu
Joshua Solan quản lý và sở hữu XDA Developers thông qua công ty JB Online Media, LLC.
JB Online Media, LLC, nằm tại
1400 N Providence Blvd, Suite 303, Media, PA 19063, Mỹ

## Liên kết
- XDA Developers News Portal
- XDA Developers Forum
- XDA Developers trên Twitter